# قاب دبی

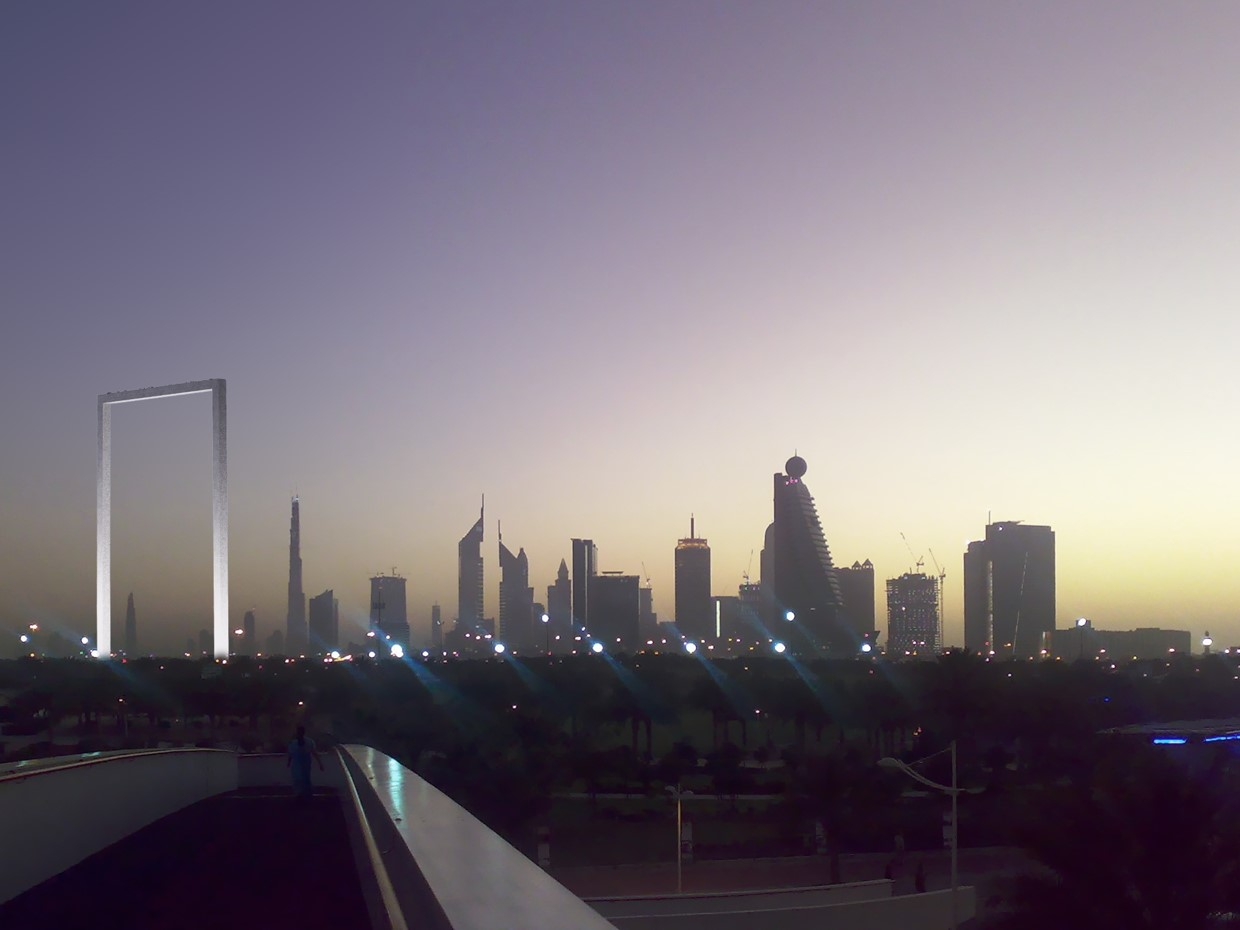
نمایی از قاب دوبی در شب

قاب دبی (عربی: برواز دبي) اثری معمارانه در بوستان زعبیل دبی است. این سازه توسط روزنامهٔ گاردین به عنوان «بزرگ‌ترین قاب عکس روی زمین» لقب گرفته‌است. اگرچه از آن به عنوان «بزرگ‌ترین ساختمان دزدیده شدهٔ همهٔ دوران‌ها» نیز نام برده شده‌است.
این پروژه توسط فرناندو دونیس طراحیو توسط دولت دبی به عنوان برندهٔ رقابت طراحی برگزیده شده‌است. ادعا شده‌است که مالکیت فکری طراح دزدیده شده و برای طراحی چیزی پرداخت نشده‌است. این اثر رکورد دار بزرگ‌ترین قاب در جهان است.

## رقابت معماری
طراحی قاب دبی در سال ۲۰۰۹ از میان ۹۲۶ طرح به عنوان برندهٔ رقابت معماری بین‌المللی آسانسور تایسن کراپ برگزیده شد. شرکت‌کنندگان باید طرحی را ارائه می‌کردند که بازگوکنندهٔ چهرهٔ نوین دبی باشد. طراحی قاب دبی که در نزدیکی دروازهٔ ستارگان بوستان زبیل دبی قرار دارد دارای ۱۵۰ متر ارتفاع و ۱۰۵ متر عرض است.

## طراحی
قاب دبی از شیشه، فولاد، آلومینیوم و بتن آرمه ساخته شده‌است. این قاب به گونه‌ای جانمایی شده‌است که نمادهای دبی نوین از یک سو قابل دیدن باشند و از سوی دیگر آن، بازدیدکنندگان بتوانند بخش‌های قدیمی شهر دبی را ببینند.
این قاب در ژانویه ۲۰۱۸ گشایش یافت.

## دادخواست در دادگاه
در دسامبر سال ۲۰۱۶ فرناندو دونیس معمار علیه شهرداری دبی و شرکت آسانسور تایسن کراپ در دادگاه آمریکا طرح دادخواست کرد. در این دادنامه عنوان می‌کند که با وجود آن‌که سازه در دست ساخت هست، مفاد قرار داد یا خسارتی برای طراحی دریافت نکرده‌است. در سال ۲۰۱۸ معمار و شهرداری دبی هم‌چنان مشغول دعوای حقوقی بر سر مالکیت کپی رایت ساختمان هستند.